# سبورگا
سبورگا (به ایتالیایی: Seborga) یک کومونه در ایتالیا است که در استان ایمپریا نزدیک با مرز فرانسه واقع شده‌است و کمتر از پنج کیلومتر مربع مساحت دارد.

## خصوصیات
سبورگا ۴٫۹۱ کیلومترمربع مساحت و ۳۱۶ نفر جمعیت دارد و ۵۰۰ متر بالاتر از سطح دریا واقع شده‌است.

## خواهرخوانده
شهر L'Escarène خواهرخواندهٔ سبورگا هست.